# Huppaye
 (mars 2023).
Si vous disposez d'ouvrages ou d'articles de référence ou si vous connaissez des sites web de qualité traitant du thème abordé ici, merci de compléter l'article en donnant les références utiles à sa vérifiabilité et en les liant à la section « Notes et références ».
Huppaye (en wallon Oupåye) est une section de la commune de Ramillies en Région wallonne dans la province du Brabant wallon. C'était une commune à part entière avant la fusion des communes de 1977. Le village se trouve à quelques kilomètres au sud de la ville de Jodoigne. 
Le village Molembais-Saint-Pierre et le hameau Fauconval font partie de Huppaye.

## Démographie
- Sources:INS, Rem:1831 jusqu'en 1970=recensements, 1976= nombre d'habitants au 31 décembre

## Histoire
Huppain 1164 (du latin Huppanium : "domaine de Huppanius"), Hupeing 1252, Hupaye 1556, Huppaye 1655, en wallon Oupâye. Huppaye fusionna pour une courte période avec Jodoigne sous le régime français, mais fut érigée en commune propre en 1795.
Le village de Molembais-Saint-Pierre lui fut adjoint le 12 novembre 1811.
La terre limoneuse de Hesbaye caractérise le paysage qui couvre la plus grande partie du territoire de ce village.
Les entités limitrophes d'Huppaye sont : Autre-Église, Bomal, Jauchelette, Jodoigne et Jodoigne-Souveraine. Jusqu'en 1795 Huppaye faisait partie de Jodoigne ainsi que le hameau de Molembais-Saint-Pierre qui fut rattaché à Huppaye en 1811.
Le ruisseau Saint-Jean, et le ri des Gotteaux sont les deux cours d'eau qui coulent vers l'Escaut.
Huppaye et Molembais sont déjà cités dès le XIe siècle. Leur destin se confond fréquemment au cours de l'histoire, qui est liée à celle de Jodoigne.
L'église Saint-Jean-Baptiste fut érigée une première fois en 1600 au même emplacement que l'église actuelle qui elle date de 1766. Auparavant la paroisse dépendait de Saint-Médard à Jodoigne.
La construction de Saint-Jean-Baptiste est de style classique et réalisée en briques et pierre de Gobertange. L'unique nef comporte trois traverses et est précédée par une tour à trois étages surmontée d'un clocher à bulbe qui aurait servi de modèle à l'église de Perwez. La rénovation de l'église commence en 2019 à la suite de subsides octroyés par le ministre du patrimoine et achevée en 2021.

### Les Hospitaliers
La commanderie de Chantraine est une commanderie des Hospitaliers de l'ordre de Saint-Jean de Jérusalem,, fondée en 1173 et 1175 sur proposition du Comte Gilles de Duras. Elle fut le siège principal de l'Ordre dans ces contrées. Les bâtiments furent incendiés dans la première partie du XVe siècle. La ferme actuelle fut reconstruite et remaniée aux XIIe, XIIIe, XVIIIe et XIXe siècles. Les bâtiments ont été restaurés dans les années 1990-2000.

## Liste des bourgmestres de 1830 à 1977
- Gaston Baccus, de 1947 à 1951, (PSB).

## Patrimoine et culture

### Monuments
- La « ferme Le Grand Château », porte plusieurs patronymes selon les époques le « Grans chestiaux » (1440), « le Grand château de Huppain », « Le Grand Castiau à Huppaig », « Grand château de Hupain » ou le « château d'Yve" au 18e siècle ». Le château dépendait du fief des Duras dès l'an 1164, ancienne cour féodal de douze hommages. L'architecture offre un beau quadrilatère aujourd'hui non classé, mais répertorié au patrimoine wallon (pastillé bleu). Selon la tradition la façade orientale est réalisée en maçonneries apparentes en brique, pierre calcaire, pierre calcaire gréseux de Gobertange et de grès quartzites pour le soubassement. Les pierres proviennent  directement des carrières de Huppaye et de Molembais. L'ensemble fut bâti aux XVIIe, XVIIIe et XIXe siècles sur un ancien site féodal. En effet, plusieurs textes mentionnent la présence d'une ancienne habitation très importante. Les auteurs de Géographie et Histoire des communes Belges Tarlier et Wauters citent qu'en 1530 le domaine est abandonné un dénombrement comme suit : « une place ou soulait estre une maison et tenure nommée Le Grand Château de Hupain avec cens, terres, pâtures, court de mayeur... » Il faut observer une grange double large au millésime de 1613, sans doute l'une des plus anciennes et préservée de la Hesbaye. D'autres millésimes ont été trouvés lors des travaux dans le grenier du corps de logis; sur un linteau de fenêtre on observe gravé le millésime de 1694. Le porche de la ferme accueille encore des vestiges d'un fournil à l'écart du corps de l'habitation. Sur le flanc Nord, s'élève un corps de logis datant du XVIIe siècle. Les travaux de restauration sur la façade sud révèle des anciennes fenêtres à meneaux. Sur la façade Nord on observe encore une trace d'une ancienne fenêtre ogivale sans doute un vestige d'une ancienne chapelle. A Paris, un plan terrier de 1762 révèle l'existence de deux tours au Nord et à l'Est. Si la tour d'angle Nord est toujours visible depuis le RAvel, la tour Est a été supprimée après la bataille de Ramillies lors de l'incendie du bâtiment. En 2024 lors des travaux de restauration la fondation de la tour est découverte et confirme la position de la carte). Lors des travaux en 2024 dans la partie Est (Bureau) une troisième tour ronde situé dans l'angle de la grange Sud-Est a été dévoilée et démolie avant 1762.

La carte précise un étang devant la ferme et des douves sur une partie du flanc Nord-Ouest. Il y a eu toujours un vaste verger sur le côté Ouest jusque fin 1950. En face de la ferme, la route qui mène vers Autre Eglise a été déplacée en 1958, des vestiges d'un ancien pont est visible dans le ruisseau Saint Jean.
La ferme est en restauration depuis 2003 jusque 2024. La façade orientale du corps de logis a été restaurée en partie avec les briques espagnoles provenant de l'ancien hôtel d'Ursel à Bruxelles. Dans la salle à manger deux consoles en pierre calcaire soutenant une poutre ont été récupérées des ruines du château de Bassine. L'étable Ouest (1702) sert aujourd'hui à des expositions temporaires. 
D'après certains textes le corps de logis à deux niveaux furent ruiné pendant la retraite des armées lors de la bataille de Ramillies (1706). Lors de la rénovation du corps de logis plusieurs objets archéologiques ont été découverts le plus souvent dans une maçonnerie à la chaux : des bouteilles ou fioles en verre du XVIIIe et XIXe siècles, des poteries domestiques datant du XVIe siècle, une albarellos en grès de Bouffioux du XVIe siècle, un élément de vitrail, des pièces de monnaie datant du 16e au 18e siècle dont une pièce de Louis XV, une médaille en cuivre formant une croix amalfitaine de l'ordre de Saint-Jean de Jérusalem, un bout de sabre, un petit boulet en fer.
 des médailles en cuivre pour la protection du bétail. 
Au centre du corps du logis une porte Louis XIV provincial, le linteau s'enrichit à la clé d'un blason en pierre calcaire aux armes de la famille d'Yve de Soye (1725). À l'arrière du corps de logis, on observe un ancien puits, la pierre de recouvrement provient d'une ferme de l'abbaye de Fontenay (France-Bourgogne). Le Grand salon s'orne d'une vaste cheminée en pierre de Bourgogne munie de deux croix de l'ordre de Saint-Jean de Jérusalem. À l'entrée, un escalier en bois de chêne repose sur une console décorée d'une feuille d'acanthe d'époque Louis XIV et Régence.

Au XIXe siècle, la famille (de) Pierpont en firent une brasserie. La famille Seutin exploite la ferme dès le début du XXe siècle jusqu'en 2000. Lors de la Seconde Guerre mondiale les Seutin pourvoiront à de nombreux emplois agraires, et domestiques tout en donnant à manger aux nécessiteux de se nourrir convenablement. Après la Deuxième Guerre mondiale, la population huppaytoise reconnaissante fit de M. Alfred Seutin (1925-2017) son échevin des travaux publics. 
La voie vicinal qui traverse à l'ouest le village de Huppaye à Molembais joua un rôle pendant la deuxième guerre mondiale.  Le conducteur du train en ralentissant volontairement le convoi, permettait de jeter du charbon appartenant aux allemands pour le distribuer aux habitants. A noter une bataille aérienne dans le ciel de Huppaye et d'Hédenge qui épouvanta les habitants. Le village était coupé en deux entre les pro-rexistes et les contre-rexiste, une partie de l'Armée belge en 40 a occupé la ferme.     
Dans les années 1960 on fit exhumer du fumier deux pierres calcaire et en Gobertange aux armes de la famille (de) Bernard de Fauconval pour être ensuite translatées dans le porche du château d'Harlue. Depuis le XIVe siècle, la ferme castrale a appartenu à de nombreux propriétaires: (de) Hupain, (de) Hupaigne, (du) Casteal, Castel de Hupain, (de) Chasteal, (de) Wange, (de) Parfontrieu, Vander Vekene, L'Orfèvre (Chancelier de Brabant), (de) Gesves, (de) Lonchin, (d') Oultremont, (d') Oignies, (d')Yve, Yve baron de Soye et de Brandenbourg, (de) Pierpont, (de) Blanckart, (de) Hemricourt de Grunne, (de) Broqueville, (de) Dorlodot aujourd'hui par succession les d'Hennezel.  La restauration de la ferme est toujours en cours en 2024.  
La famille Seutin rapporte que Lord Winston Churchill visita souvent cette ferme. Il y venait se promener dans les campagnes pour s'inspirer de la stratégie de la bataille de Ramillies qui fut remportée par son ancêtre le duc de Marlborough (1706). Le corps du logis de la ferme fut incendié à la suite de la retraite des Français menée par le maréchal de Villeroy. Les travaux du bâtiment confirment l'incendie, une strate noirâtre est visible a une quarantaine de cm sous le niveau des fondations. 
Vers les années 1970, le gouverneur de la Province du Brabant fit visiter la ferme à la demande d'un ministre chinois avec sa délégation consulaire nombreuse.
- La famille de Bernard de Fauconval:

Il faut noter l'existence à l'entrée du village du manoir de la famille Bernard de Fauconval. 
Aujourd'hui disparu on devine sa présence par un relevé du terrain. 
Ferme en carré, comportant la même disposition de bâtiments que celle de la ferme du Grand château, l'entrée était pourvue de pignon en pas de moineau. 
Il existe une gravure fantaisiste qui représente cette ferme. 
- Le hameau de Molembais Saint Pierre:

Dans le hameau de Molembais on trouve l'église Saint-Pierre construite en style néo-gothique en 1845. 
Elle remplace une ancienne chapelle qui se trouvait à cet emplacement un siècle plus tôt.
La chapelle Saint-Pierre fut inaugurée le 24 décembre 1654 par Charles de Brabant au milieu des bois dits de Saint-Pierre. Détruite, elle fut reconstruite non loin de là vers 1838. Ce simple petit oratoire se caractérise par sa situation à la lisière du bois, près de la fontaine et la mare qui donnent naissance au ruisseau Saint-Pierre. Depuis peu (2022) une piste cyclable jouxte Huppaye et Molembais.

## Galerie

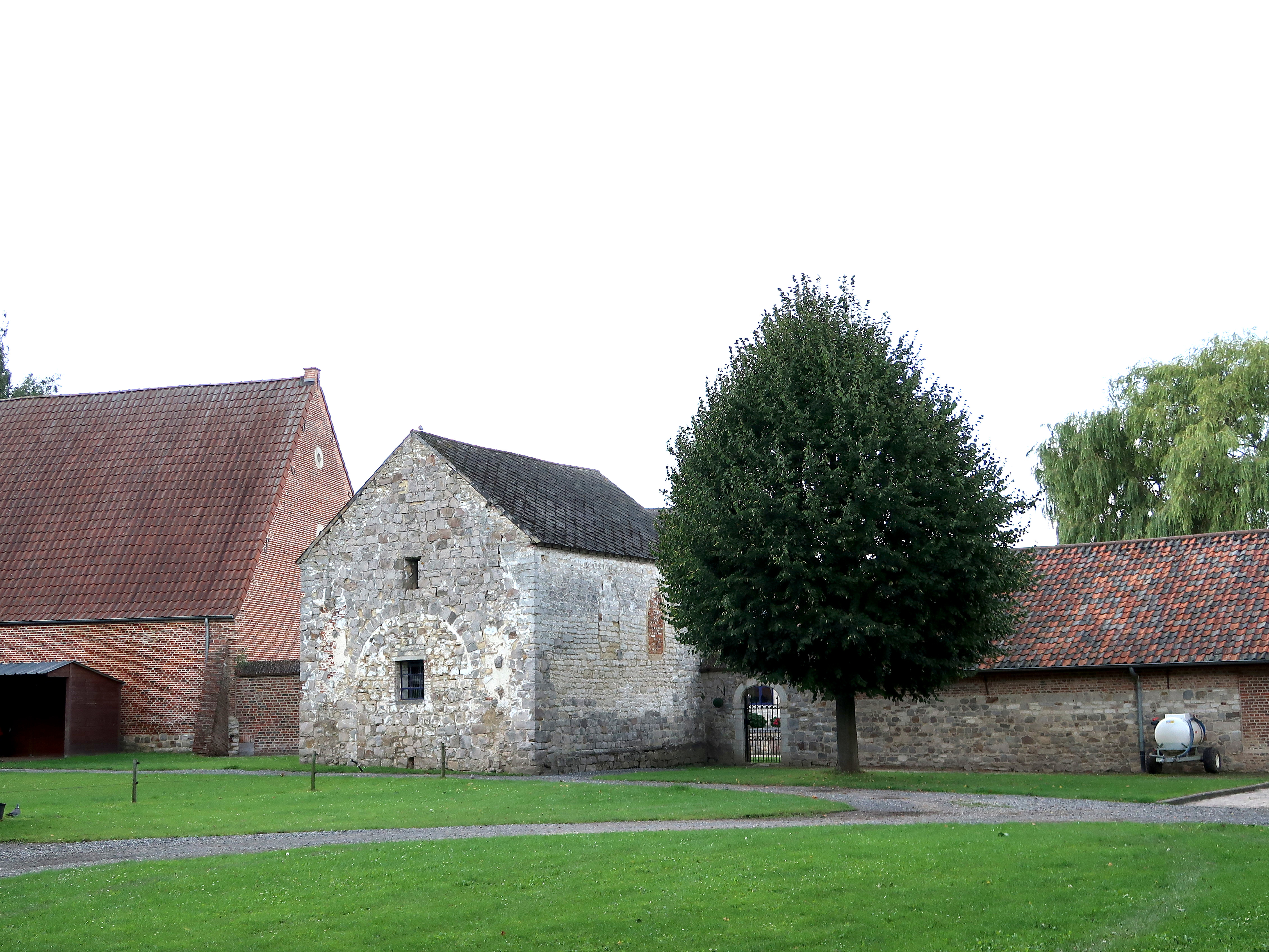
La commanderie de Chantraine.
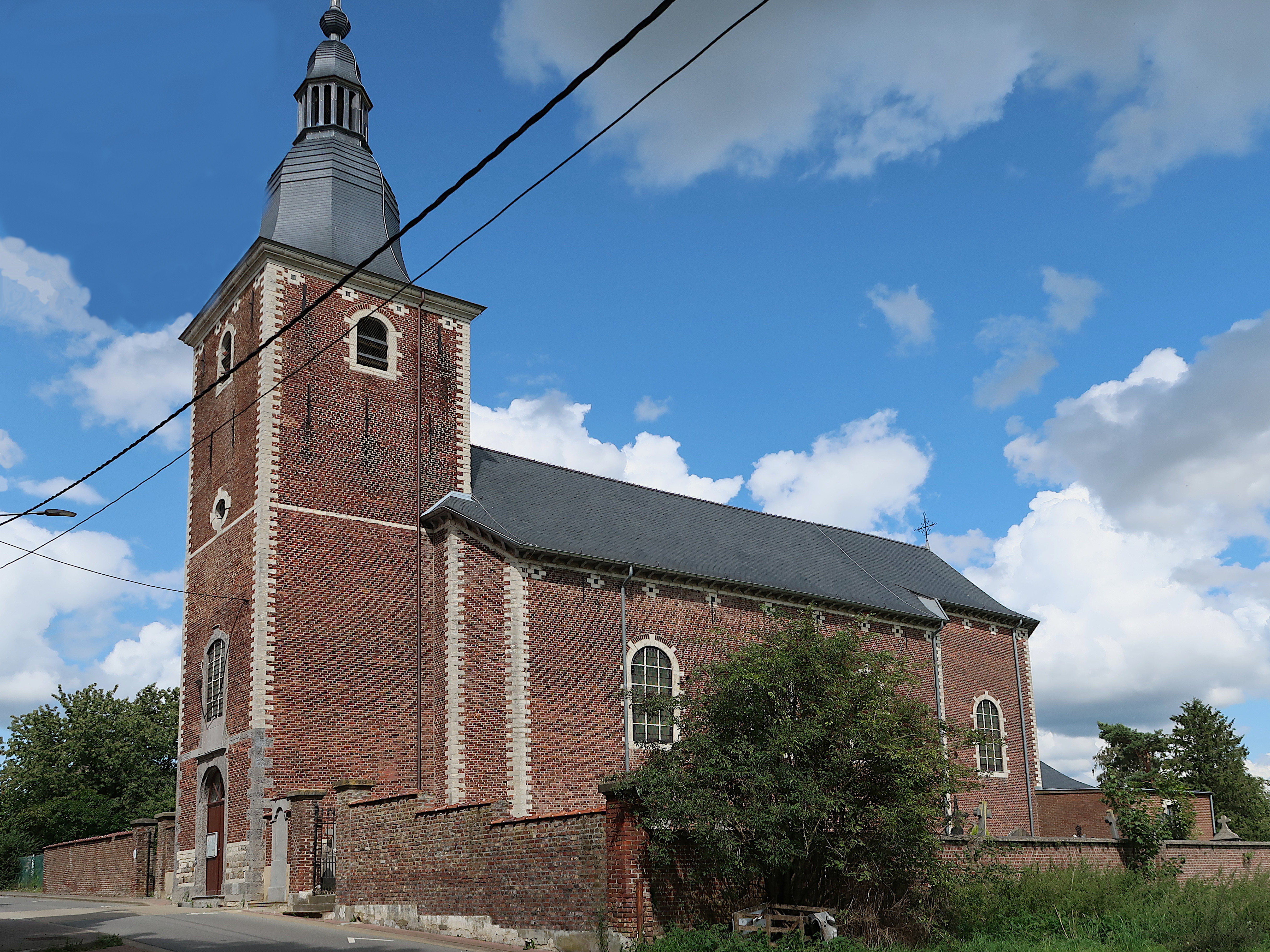
L'église Saint-Jean-Baptiste.
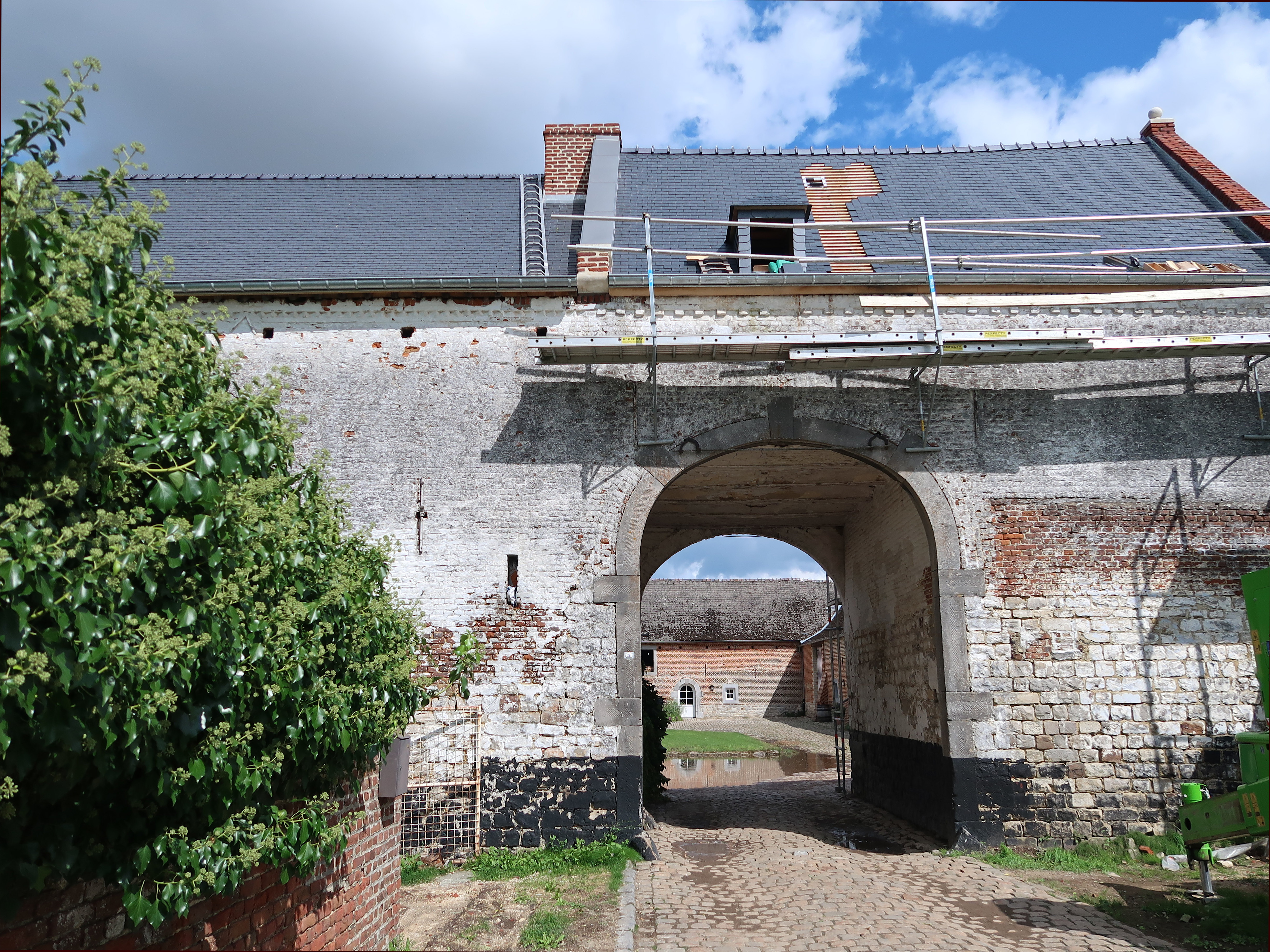
Ferme Le Grand Château.
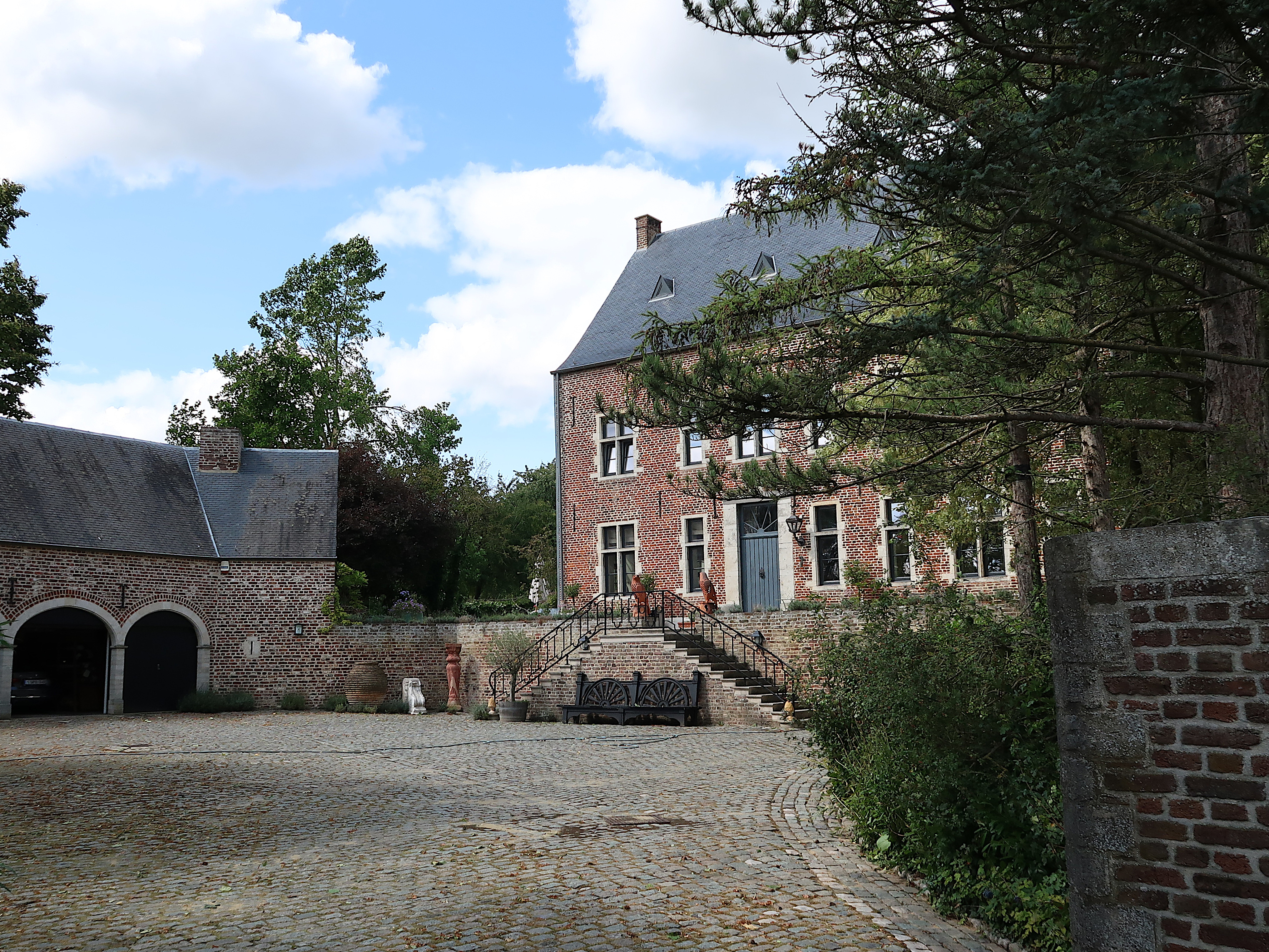
Rue de Fauconval, logis de 1664.
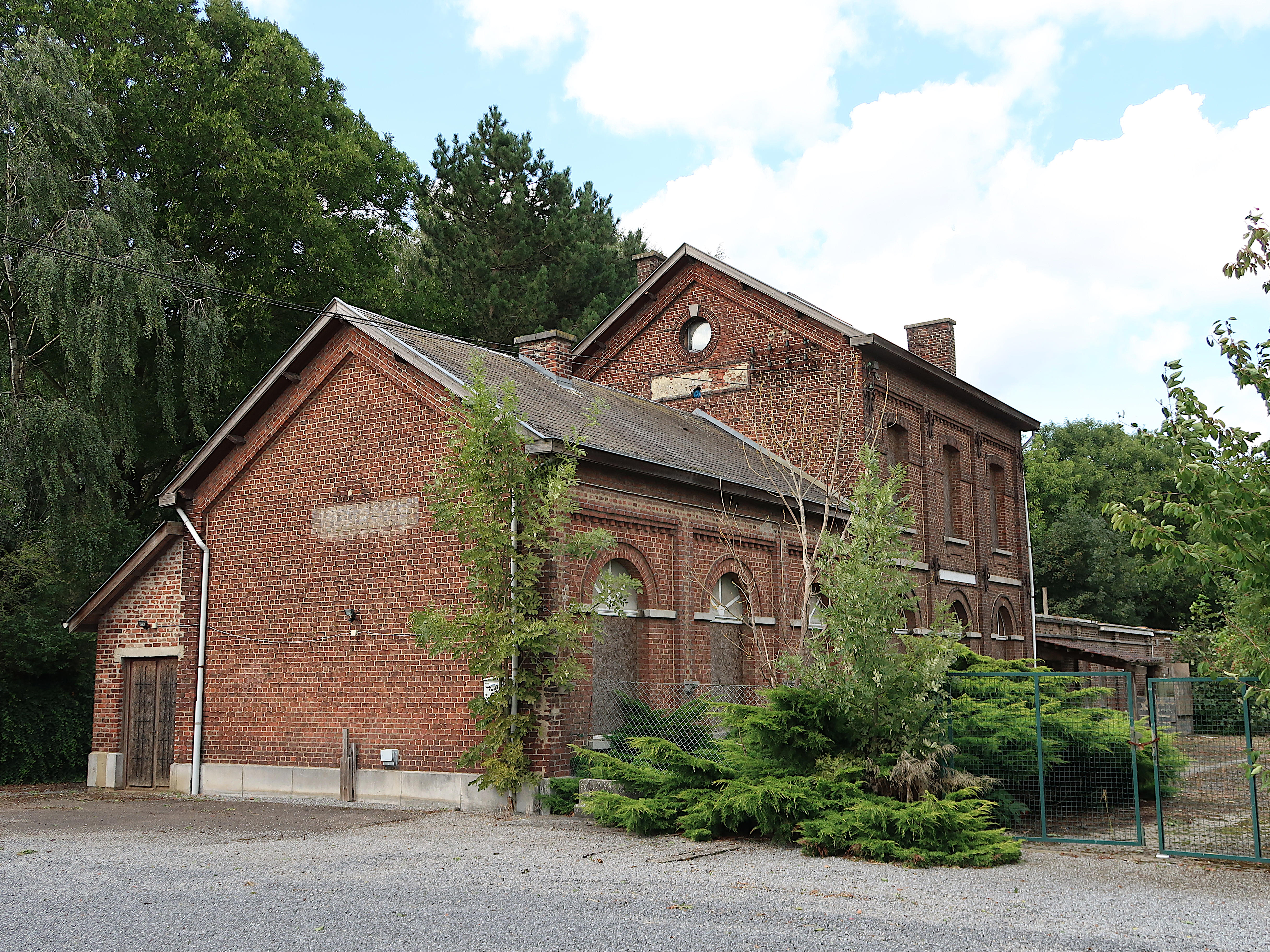
L'ancienne gare d'Huppaye du XIXe siècle.

## Sports et vie associative

### Sports
- Huppaye possède un club de football, l'Alliance Huppaytoise.
- Un itinéraire du réseau RAVeL relie la ville de Jodoigne (Geldenaken) ou Tirlemont (Tienen).
- Une piste cyclable rejoint Huppaye à Molembais Saint-Pierre.

## Personnalités
- Gaston Baccus, Député et Bourgmestre, né à Huppaye le 4 mars 1903 et décédé à Namur le 27 janvier 1951.
- Jacques Dupuis (1923-2004), théologien et jésuite, né à Huppaye.